# Guðbjörg Gunnarsdóttir
Guðbjörg Gunnarsdóttir (* 18. Mai 1985 in Hafnarfjörður) ist eine isländische Fußballspielerin.

## Karriere

### Im Verein
Guðbjörg startete ihre Karriere in der Jugend des Haukar Hafnarfjörður. Sie durchlief bei Haukar alle Mannschaften bis zur C-Jugend, bevor sie im Alter von 14 Jahren sich der C-Jugend des Stadtrivalen FH Hafnarfjörður anschloss. Sie debütierte im Alter von 15 Jahren, im Jahre 2000 für FH Hafnarfjörður in der Pepsideild kvenna, der höchsten isländischen Frauenliga.  Guðbjörg spielte in der Seniorenmannschaft von Fimleikafélag Hafnarfjarðar in zwei Spielzeiten 28 Spiele, bevor sie zum Ligarivalen Knattspyrnufélagið Valur wechselte. Mit Valur wurde sie 2004, 2006, 2007 und 2008 isländische Meisterin und gewann 2006 noch den isländischen Pokalwettbewerb. Zur Saison 2009 wechselte Guðbjörg zum schwedischen Erstligisten Djurgården Damfotboll, wo sie 2012 zur Mannschaftskapitänin ernannt wurde.

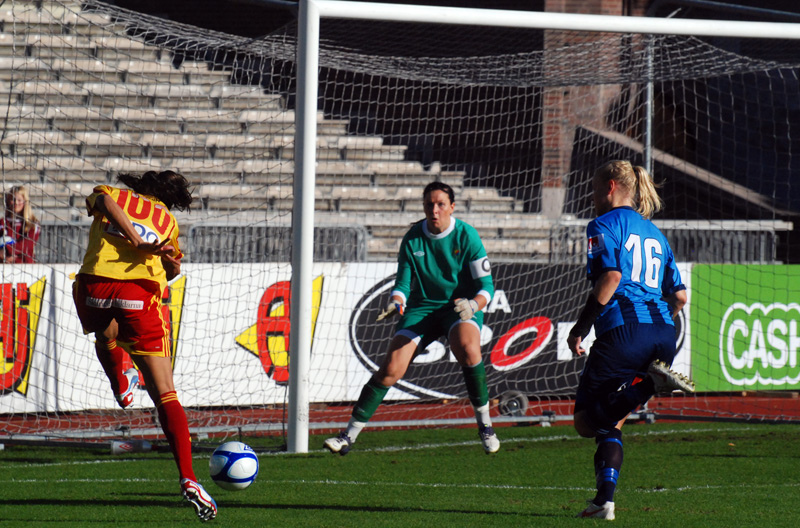
Guðbjörg im Tor von Djurgården Damfotboll (Oktober 2012)

Nach vier Spielzeiten und 39 Spielen für Djurgårdens IF DFF, wechselte sie nach Norwegen in die Toppserien zum Aufsteiger Avaldsnes IL. Die Torfrau spielte für ihren norwegischen Verein 21 Spiele, bevor sie am 12. Dezember 2013 beim deutschen Frauen-Bundesligisten 1. FFC Turbine Potsdam unterschrieb. Nach lediglich vier Erstligaeinsätzen für Potsdam kehrte sie im Sommer 2014 nach Norwegen zurück und schloss sich dem Erstligisten Lillestrøm SK Kvinner an, wo ihr bis zum Saisonende jedoch zunächst nur die Rolle als Ersatzfrau der Stammtorhüterin Nora Gjøen blieb.

### International
Ihr Debüt in der isländischen Nationalmannschaft feierte Guðbjörg am 13. März 2004 gegen Schottland. Bislang absolvierte sie 21 Länderspiele. Sie gehört seither zu den konstanten Leistungsträgerinnen der isländischen Nationalmannschaft. 2009 folgte ihre erste Turnierteilnahme mit Island und sie spielte bei der Fußball-Europameisterschaft der Frauen 2009 in einem Gruppenspiel, bevor die Mannschaft ausschied. Sie nahm im Sommer 2013 zum zweiten Mal an einem Turnier teil. Sie vertrat bei der Fußball-Europameisterschaft der Frauen 2013 die verletzte Stammtorhüterin Þóra Björg Helgadóttir. Guðbjörg spielte in allen vier Spielen der isländischen Nationalmannschaft in dem Turnier, inklusive der 0:4 Viertelfinal-Niederlage gegen die Schwedische Fußballnationalmannschaft der Frauen. Die schwedische Presse wählte sie zu einer der besten Spielerinnen bei der EM 2013.

## Erfolge
- Isländische Meisterin 2004, 2006, 2007, 2008
- Isländische Pokalsiegerin 2006
- DFB-Hallenpokalsiegerin 2014